# Enzima conversora da angiotensina 2
A enzima conversora da angiotensina 2 ECA 2 é tudo uma enzima componente do sistema renina angiotensina aldosterona. É responsável pela conversão da angiotensina II em angiotensina 1-7(Ang 1-7). Sua importância médica reside no fato de estar relacionada a patogênese de várias desordens cardiovasculares, como por exemplo, hipertensão, arteriosclerose e infarto do miocárdio.
A enzima conversora da angiotensina(ECA) é produzida pelos vasos pulmonares e age sobre a angiotensina-1, transformando-a em angiotensina-2. O gene ACE2 atua como um receptor do vírus SARS-CoV2. Mutações no gene ACE2 podem influenciar a capacidade do vírus de reconhecer e infectar uma célula humana.

## Estrutura e função
A ECA 2 é uma proteína transmembranar formada por 805 aminoácidos, que contém um ecto domínio na porção extracelular (aminoácidos 18-739), uma região transmembrana (740-768) e uma calda intracelular. A porção extracelular contém um domínio catalítico, sendo 42% idêntico ao da ECA.     
A ECA 2 possui função de peptidase dependente da porção C terminal do substrato,necessitando de um resíduo hidrofóbico ou básico precedido pelo menos por uma prolina (Pro). Desempenhando fortemente essa função para angiotensina II, angiotensina I e bradicinina. Além disso, ECA 2 pode hidrolisar outros peptídeos como apelina 13 e grelina. No entanto, o produto mais ativo da ECA 2 é a angiotensina 1-7 a partir da hidrólise de angiotensina II ou a partir de angiotensina I, a partir deste último com ação conjunta com outras enzimas. .